# Leptoxis plicata
Leptoxis plicata är en snäckart som först beskrevs av Conrad 1834.  Leptoxis plicata ingår i släktet Leptoxis och familjen Pleuroceridae. IUCN kategoriserar arten globalt som akut hotad. Inga underarter finns listade i Catalogue of Life.

## Bildgalleri

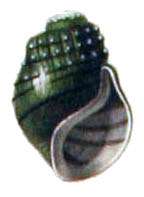
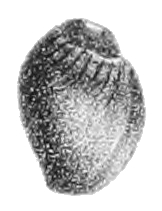